# Landessozialgericht Niedersachsen
Das Landessozialgericht Niedersachsen war vom 1. Januar 1954 bis zum 31. März 2002 das obere Gericht für die Sozialgerichtsbarkeit des Landes Niedersachsen. Es ging durch eine Fusion mit dem Landessozialgericht Bremen im Landessozialgericht Niedersachsen-Bremen für die beiden Länder Niedersachsen und Bremen auf. Letzte Präsidentin war Monika Paulat.

## Aufgaben und Funktion
Das Gericht war Berufungs- und Beschwerdeinstanz für sozialrechtliche Streitigkeiten. Dazu gehörten Sozialversicherungsangelegenheiten (Rentenversicherung, Krankenversicherung, Pflegeversicherung, Unfallversicherung und Arbeitslosenversicherung), Schwerbehindertenangelegenheiten und soziales Entschädigungsrecht.
Das Gericht trat an die Stelle der früheren Oberversicherungsämter, die zuvor als Verwaltungsbehörden über sozialrechtliche Streitigkeiten entschieden hatten.

## Gerichtssitz und -bezirk
Das Gericht hatte seinen Sitz in der  Georg-Wilhelm-Straße 1 in Celle. Der Gerichtsbezirk umfasste das Gebiet des Bundeslandes Niedersachsen.

## Geschichte
Durch ein besonderes Landesgesetz vom 24. November 1953 wurde das Landessozialgericht Niedersachsen gemäß dem Auftrag des Sozialgerichtsgesetzes vom 3. September 1953 als unabhängiges, von den Verwaltungsbehörden getrenntes besonderes Verwaltungsgericht zum 1. Januar 1954 errichtet.
Mit der Gründung zum 1. Januar 1954 übernahm das damalige Landessozialgericht Niedersachsen von den acht in Niedersachsen zuvor bestehenden Oberversicherungsämtern 3.499 nicht erledigte Rechtsstreitigkeiten. Im Laufe dieses Jahres kamen noch 4.559 Verfahren hinzu. Ende 1954 waren davon noch 5.494 unerledigt.
Die meisten Verfahren betrafen das Gebiet der Kriegsopferversorgung, gefolgt von der Rentenversicherung und der Unfallversicherung. 1954 gab es am Gericht neun ständige Senate und drei Zeitsenate, die unter der Leitung von Landessozialgerichtsräten standen.
25 Jahre später, am 1. November 1979, beschäftigte das Landessozialgericht Niedersachsen 34 Richter. Damals waren zweitinstanzlich 1.376 Verfahren anhängig. Das thematische Schwergewicht hatte sich verlagert: An erster Stelle standen Verfahren aus dem Gebiet der gesetzlichen Rentenversicherung, gefolgt von der Kriegsopfer- und Soldatenversorgung, der Arbeitslosenversicherung mit Berufsförderung sowie der Unfallversicherung.
Ende 2001 waren beim Landessozialgericht Niedersachsen 31 Richter beschäftigt. In diesem Jahr waren 2.887 Verfahren hinzugekommen, ganz überwiegend Berufungen. Hierbei lag das Schwergewicht auf der gesetzlichen Rentenversicherung, an zweiter Stelle waren Angelegenheiten aus dem Gebiet des Arbeitsförderungsrechts zu bewältigen, gefolgt von Verfahren aus dem Bereich der Unfallversicherung. Die Anzahl der Verfahrebn aus dem Gebiet der Kriegsopferversorgung war dagegen auf 78 zurückgegangen.
Zum 1. April 2002 wurde das Landessozialgericht Niedersachsen-Bremen durch den am 10. Dezember 2001 geschlossenen Staatsvertrag des Landes Niedersachsen und der Freien Hansestadt Bremen gegründet. Der Bezirk des heutigen Landessozialgerichts Niedersachsen-Bremen umfasst das Land Niedersachsen sowie die Freie Hansestadt Bremen.

## Leitung
- 1954–1956: Alexander Wende (1888–1971)[4]
- 1. Juli 1956-Dezember 1963: Ewald Fischer-Dorp
- 1970–1976: Otto Pötzsch, (* 11. November 1911)[5]
- 25. Januar 1989–1998: Peter Lindemann[6]
- 1. April 1999–31. März 2002: Monika Paulat